# Aleksandar Mutafow
Aleksandar Nakow Mutafow (bulgarisch Александър Наков Мутафов; * 8. Mai 1879 in Schumen; † 25. November 1957 in Sofia) war ein bulgarischer Maler. Er wurde durch seine Landschaftsbilder und vor allem durch seine Meereslandschaften bekannt. Er gilt als einer Begründer der bulgarischen Maritimmalerei.
Das Atelier des Malers in Sosopol, öffnete 1976 für Besucher. 1981 wurde das 1937 erbaute Gebäude offiziell zum Hausmuseum erklärt. Dort befindet sich heute über 60 seiner Werke.